# Христианский квартал

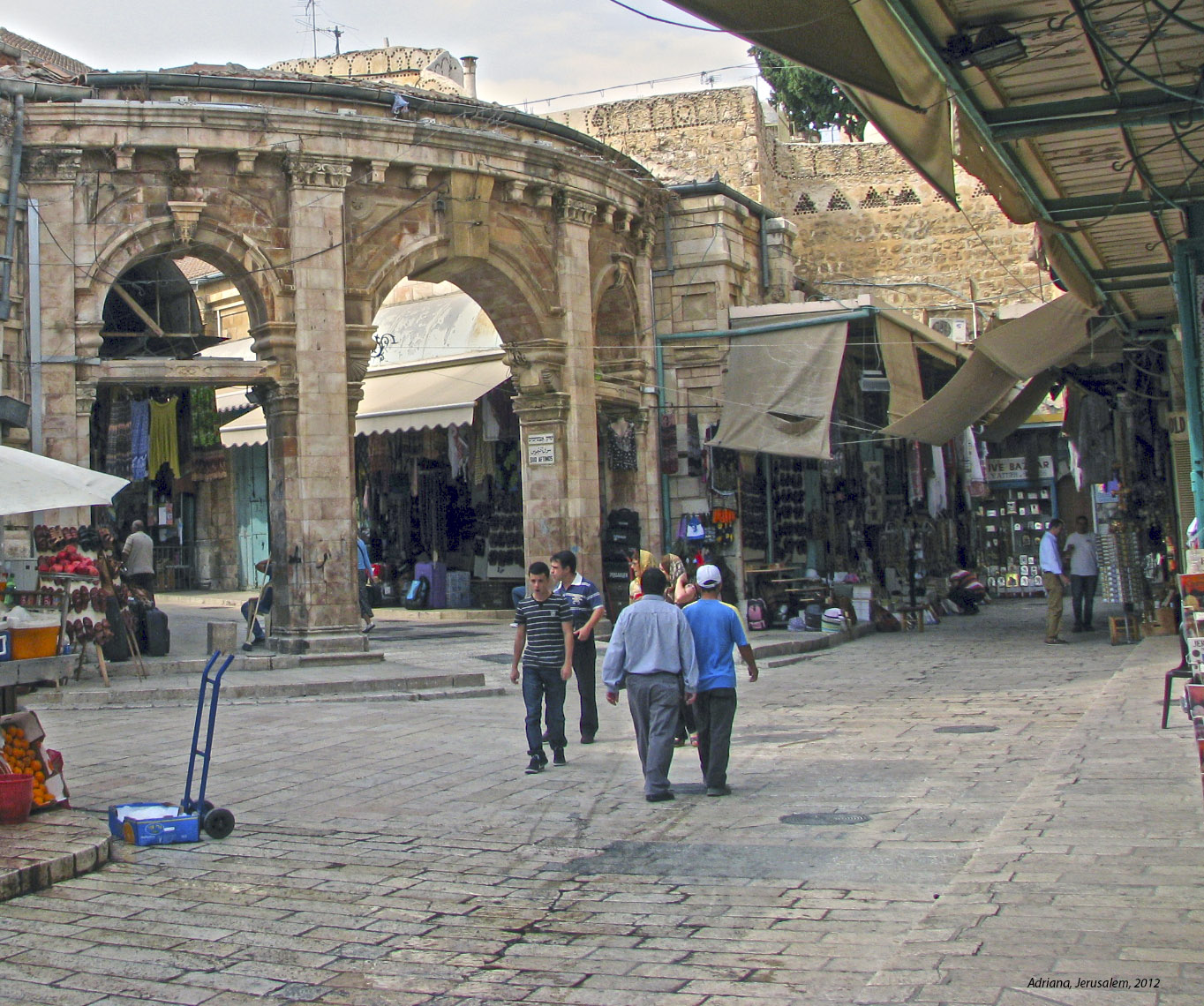
Христианский квартал

Христианский квартал (ивр. הַרֹבַע הַנוֹצְרִי‎ Һа’Рова һа’Ноцри, араб. حَارَة النَّصَارَى‎ Харат ан-Насара) — один из четырёх кварталов обнесённого стенами Старого города Иерусалима (остальные три — это Еврейский, Мусульманский и Армянский кварталы). Христианский квартал расположен в северо-западном углу Старого города и тянется вдоль его западной стены от Новых ворот на севере вплоть до Яффских ворот; на юге — вдоль дороги от Яффских ворот к Западной стене, соприкасаясь с Еврейским и Армянским кварталами; на востоке квартал доходит до Дамасских ворот, где он граничит с Мусульманским кварталом.
Квартал состоит, главным образом, из зданий религиозного, туристического и образовательного назначения, — в том числе религиозных школ (например, Лютеранская школа и школа Св. Петра), — либо предназначенных для христианских паломников. В квартале находятся около 40 христианских святынь, в том числе — Гроб Господень, который многие считают самым святым местом христианства. Вокруг Храма Гроба Господня расположены другие церкви и монастыри.

## Общая характеристика
Жилых домов в квартале немного, в основном они сконцентрированы в его юго-восточной части. Большую часть квартала занимают христианские объекты. Помимо крупнейшего из них — Храма Гроба Господня — значительную площадь занимают патриархат Греческой православной церкви с резиденцией православного Патриарха Иерусалимского, францисканский монастырь Святого Спасителя и патриархия латинского обряда. Также в квартале находятся кофейни, сувенирные магазины, рестораны и гостиницы. Магазины сконцентрированы в основном вдоль рыночной Улицы Давида и Христианской дороги. Некоторые гостиницы — такие, как Casa Nova, греко-католический отель и отель при греческой Иерусалимской патриархии — были построены при церквях в качестве мест размещения приезжающих; другие являются светскими.
В квартале расположены несколько маленьких музеев — таких, как музей патриархата Греческой православной церкви. В юго-западной части квартала находится бассейн, использовавшийся для хранения дождевой воды, которой снабжался район (бассейн Езекии).

## История

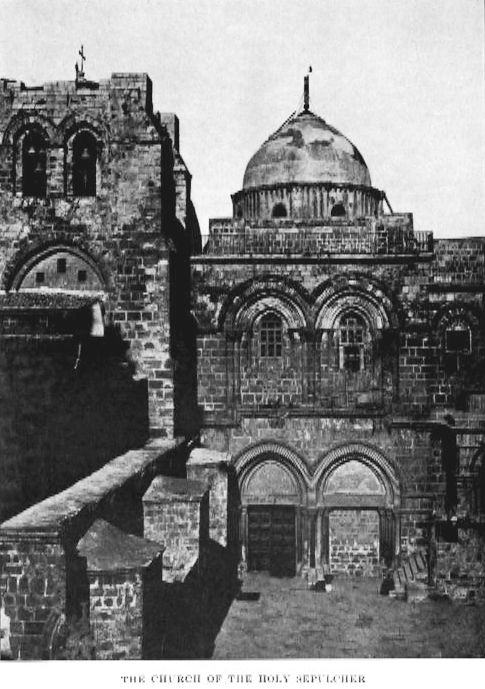
Храм Гроба Господня в 1885 году. За исключением некоторых реставрационных работ, сегодня выглядит, в основном, так же.

Христианский квартал был построен вокруг Храма Гроба Господня, который является его сердцем.
В XIX веке европейские державы усилили своё давление на Османскую империю, в том числе стремясь расширить своё влияние в Иерусалиме, и начали строительство нескольких сооружений в Христианском квартале. Османские власти попытались положить конец европейскому влиянию и установили правила покупки земли на этой территории, однако личное вмешательство глав этих держав — включая кайзера Германии Вильгельма II и Франца Иосифа Австрийского — привело к сооружению нескольких зданий для религиозных администраций этих стран. В квартале возникли новые постройки.
К концу XIX века свободное место для строительства в Христианском квартале, ограниченном крепостными стенами, закончилось. В этот же период был открыт Суэцкий канал, и в Святую землю отправилось множество христиан. Это привело к росту конкуренции за влияние в Иерусалиме между европейскими державами. Франция строила больницы, монастыри и гостиницы для посетителей, примыкающие к Христианскому кварталу с внешней стороны крепостных стен, основывая Французский район Иерусалима. Россия располагала поблизости Русское подворье в Иерусалиме. Стены Старого города являли собой преграду: для того, чтобы добраться от Христианского квартала до новой застройки, приходилось пользоваться непрямым маршрутом через либо Яффские, либо Дамасские ворота. Возникла естественная потребность в удобном сообщении; в 1898 году османские власти удовлетворили просьбу европейских стран и для облегчения доступа паломников к святыням пробили в районе новой застройки Новые ворота в стене Старого города.

## Достопримечательности

### Церкви
- Храм Гроба Господня
- Лютеранская Церковь Искупителя
- Церковь Иоанна Крестителя
- Церковь Святого Александра Невского

### Монастыри
- Деир Эль-Султан
- Монастырь Св. Спасителя

### Мечети
- Мечеть Омара
- Мечеть Аль-Кханга аль-Салахийя

### Рынки
- Муристан

## Галерея

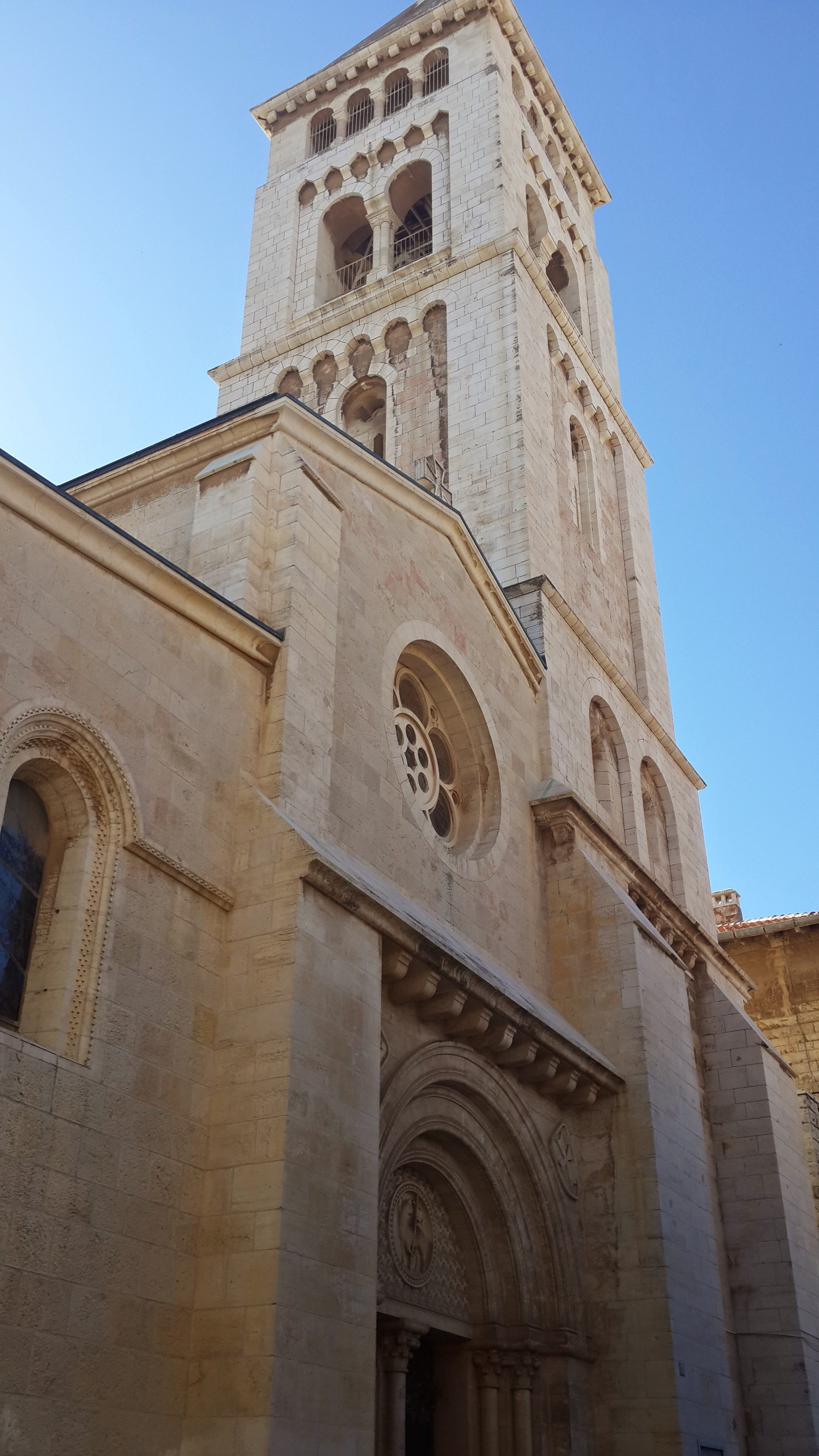
Лютеранская церковь Спасителя (колокольня)
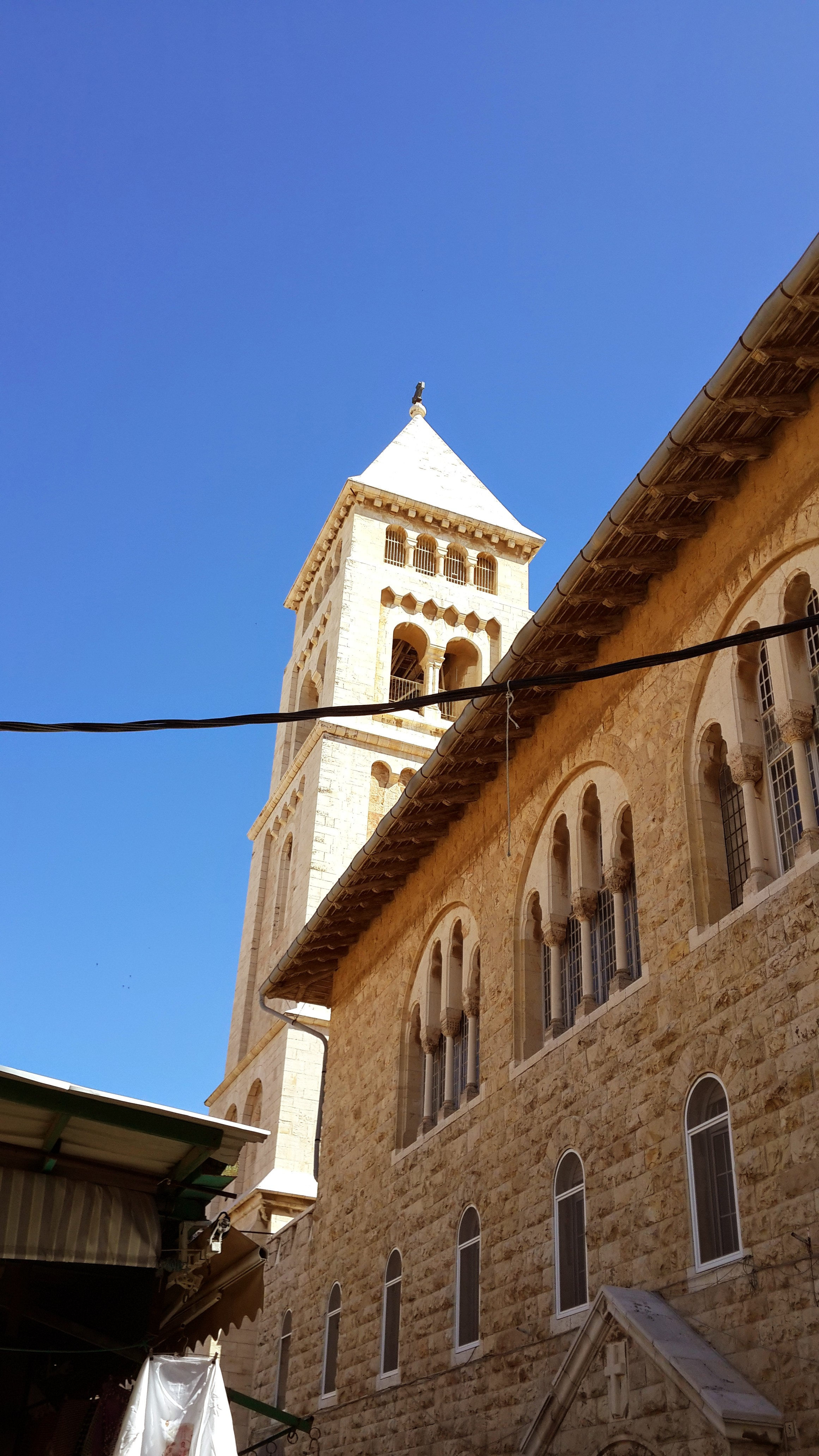
Лютеранская церковь Спасителя
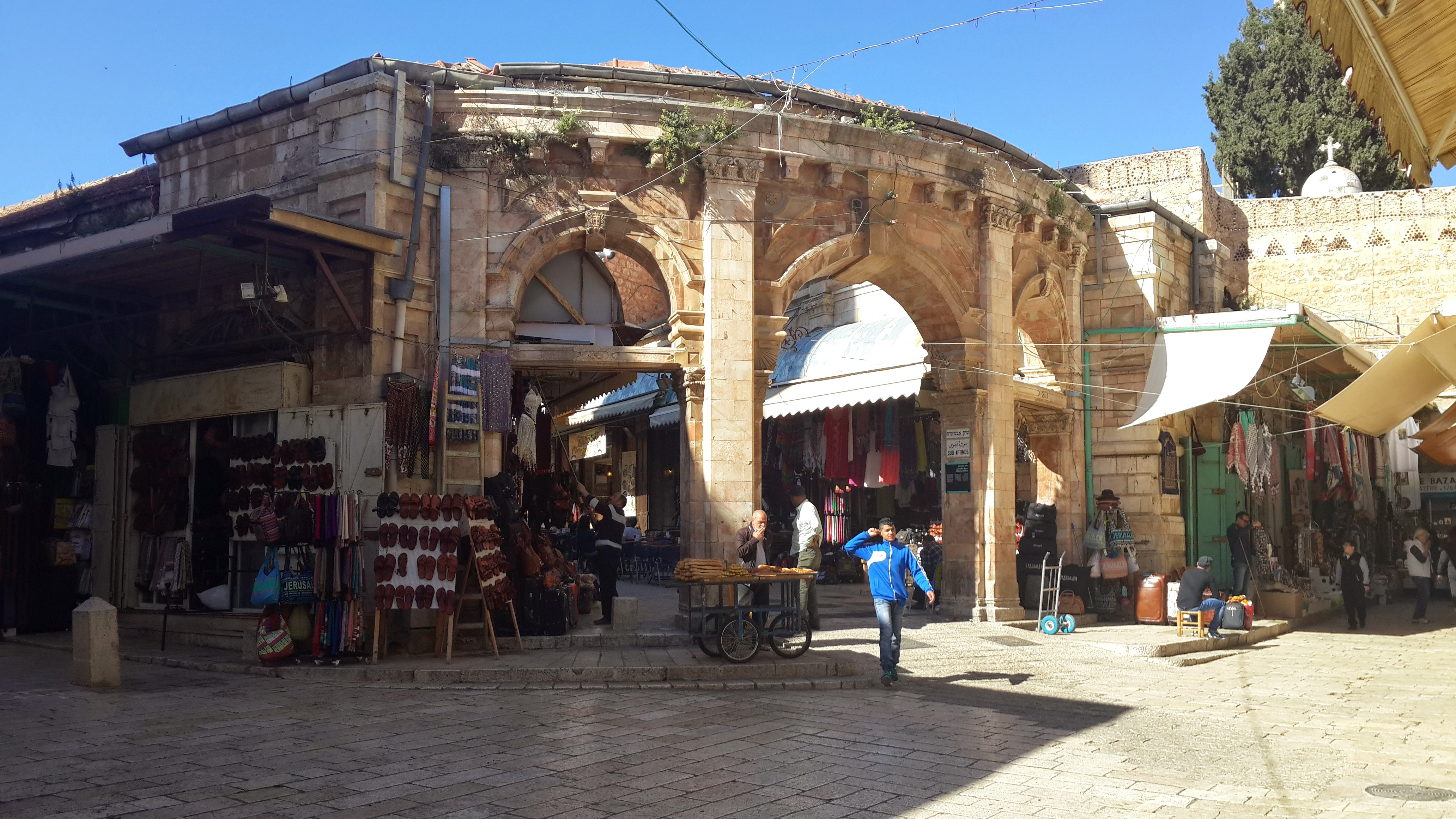
Христианский квартал
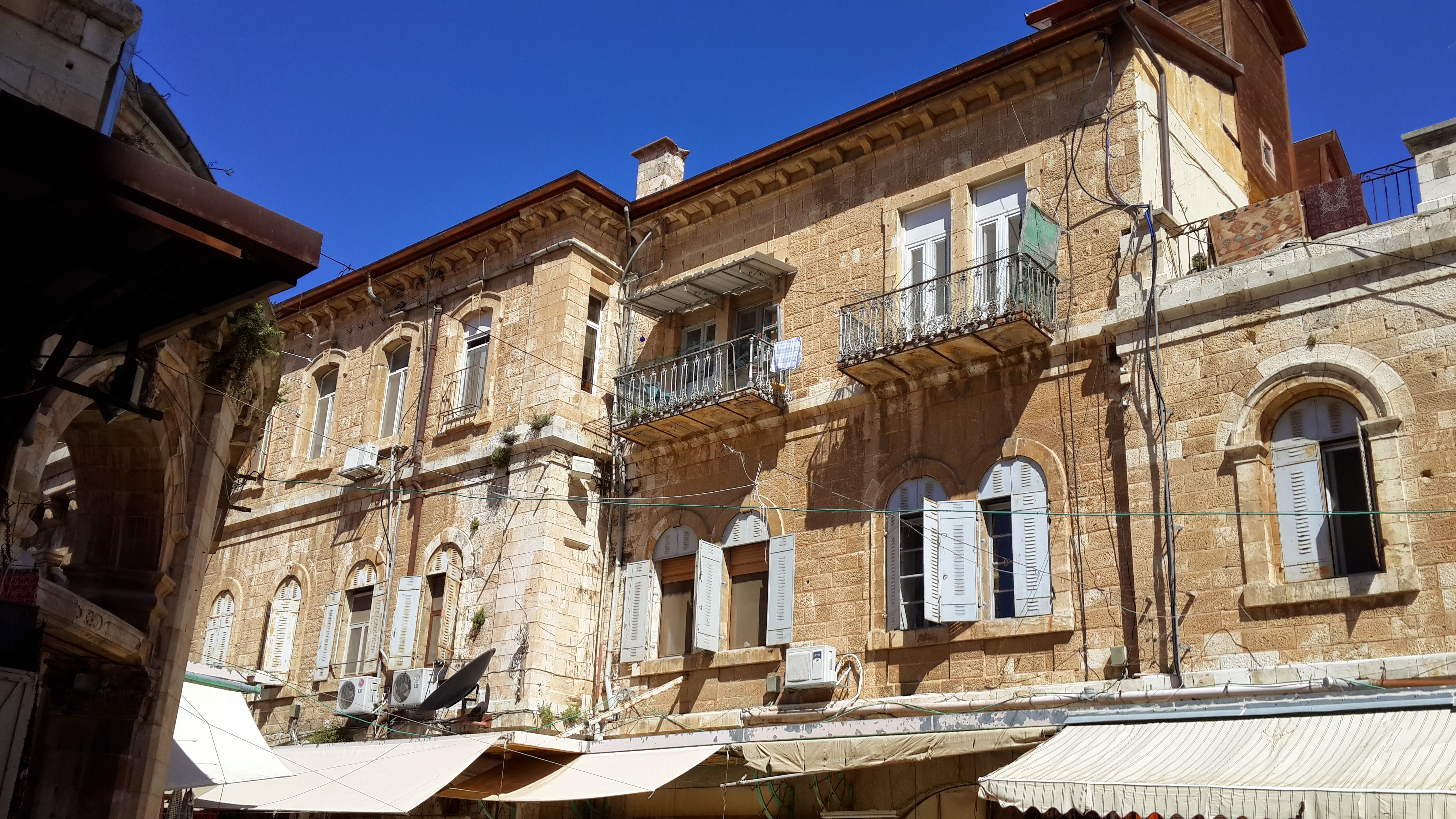
Монастырь Сент Авраам
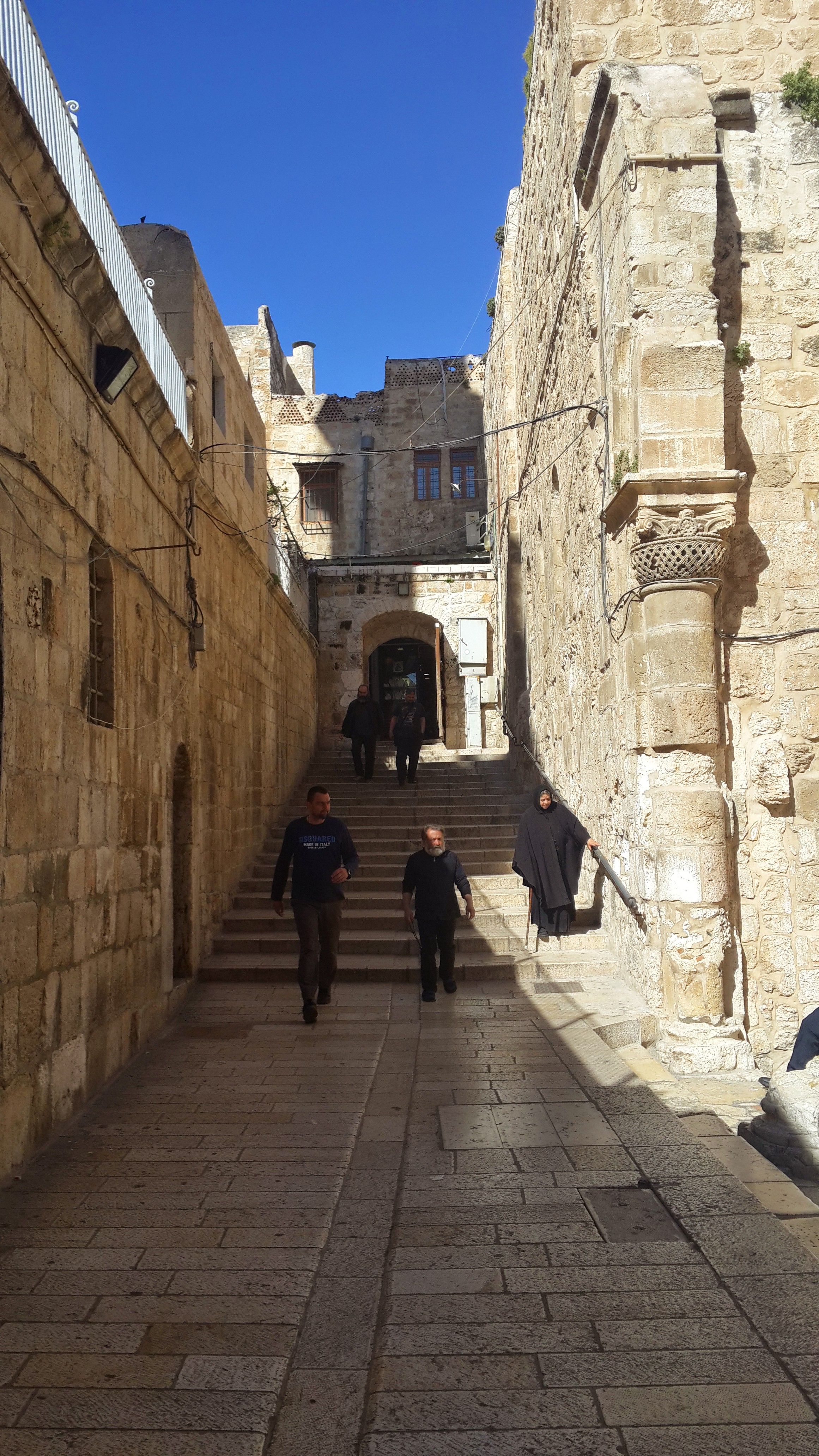
Старая колонна на паперти Церкви Гроба Господня
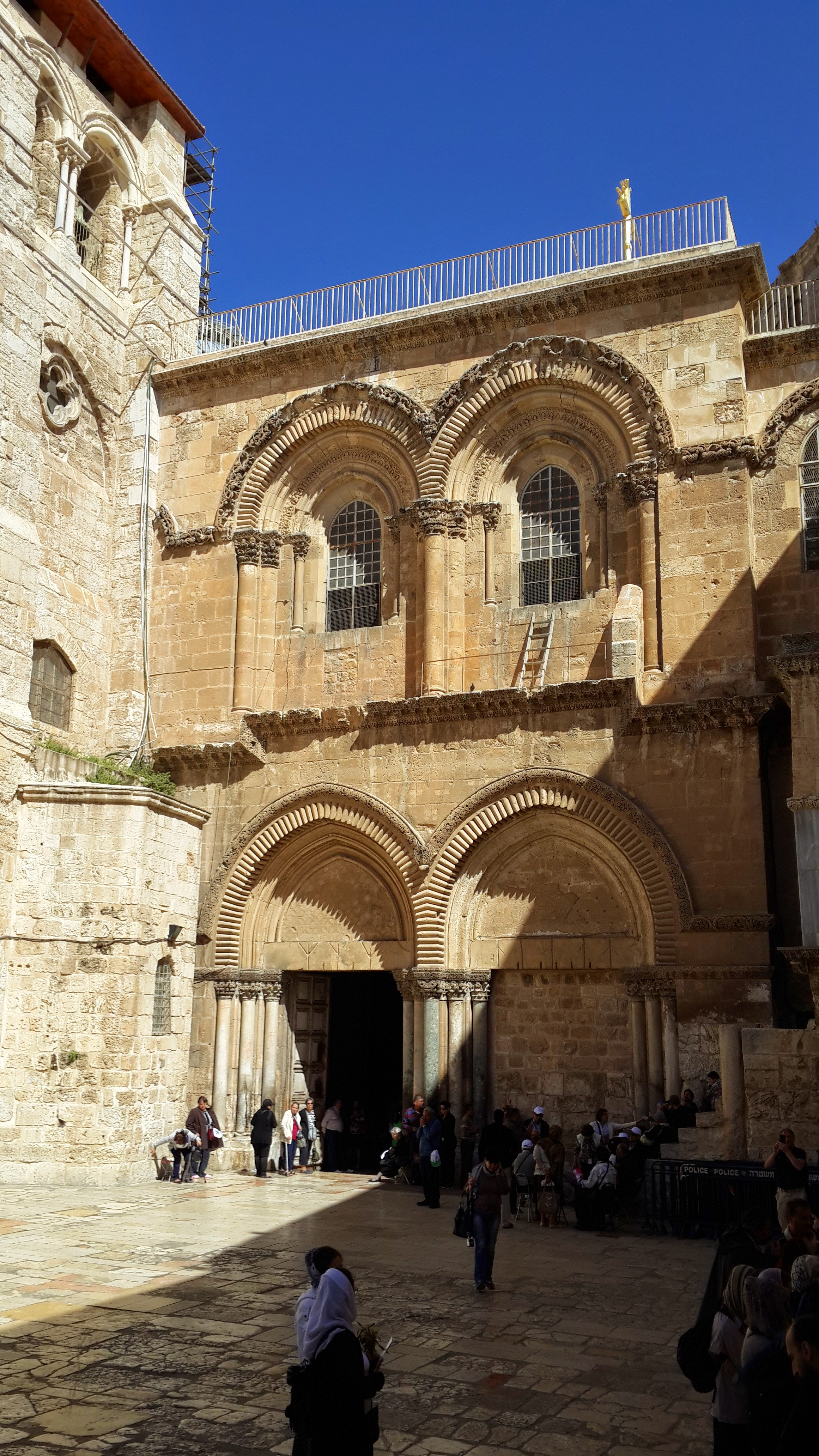
Храм Гроба Господня, вход
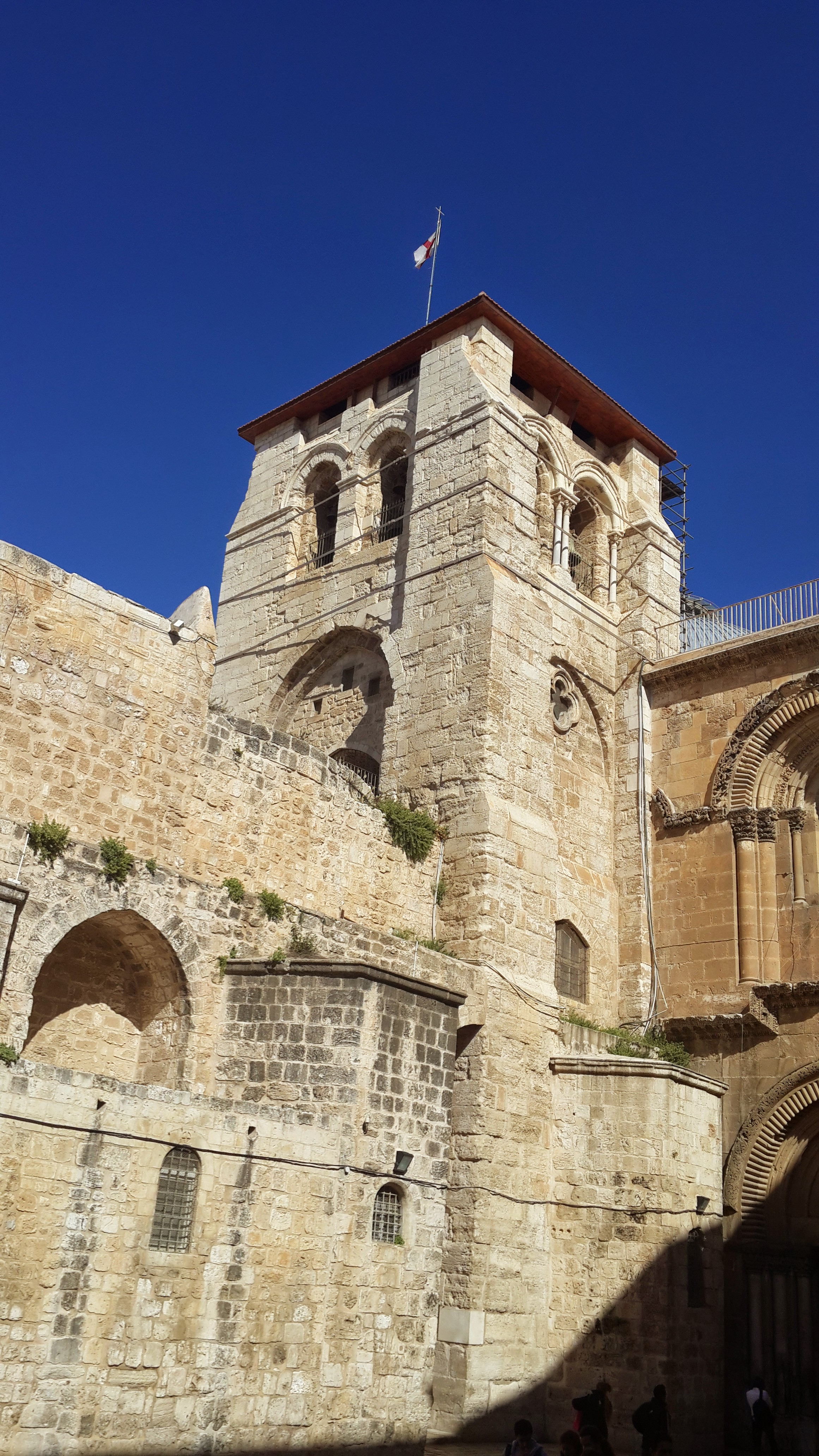
Храм Гроба Господня, колокольня
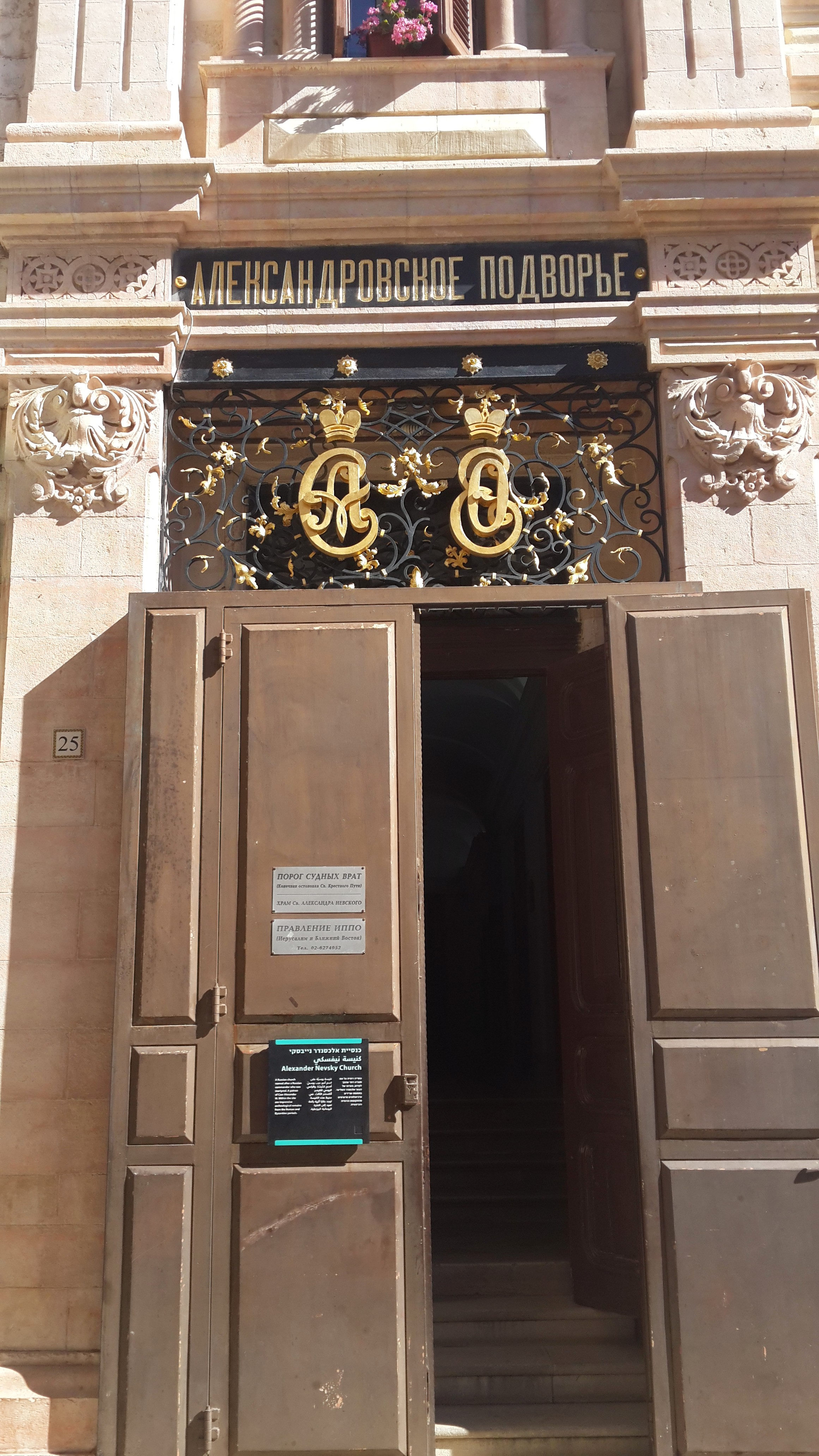
Александровское подворье. Вход
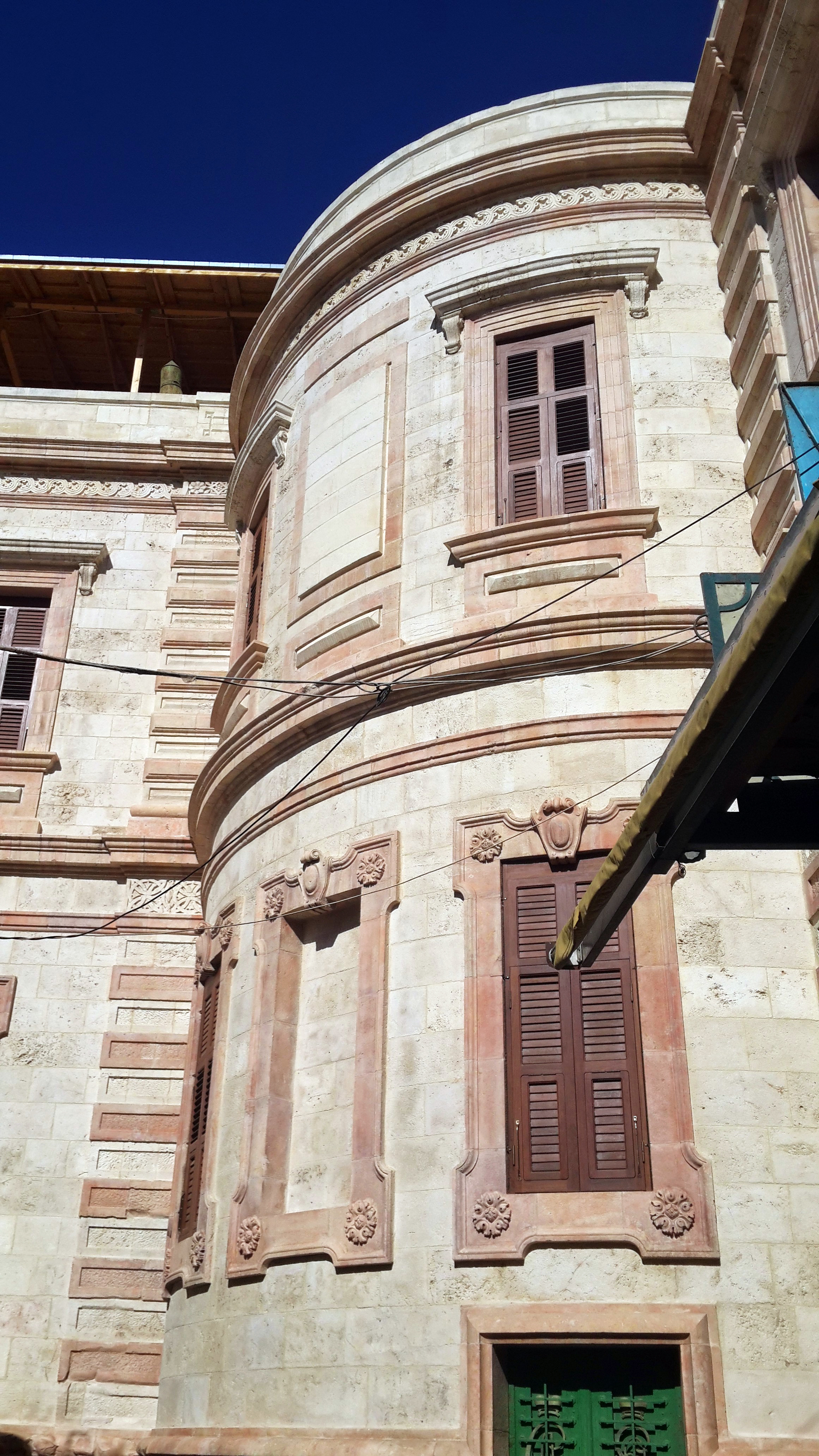
Александровское подворье
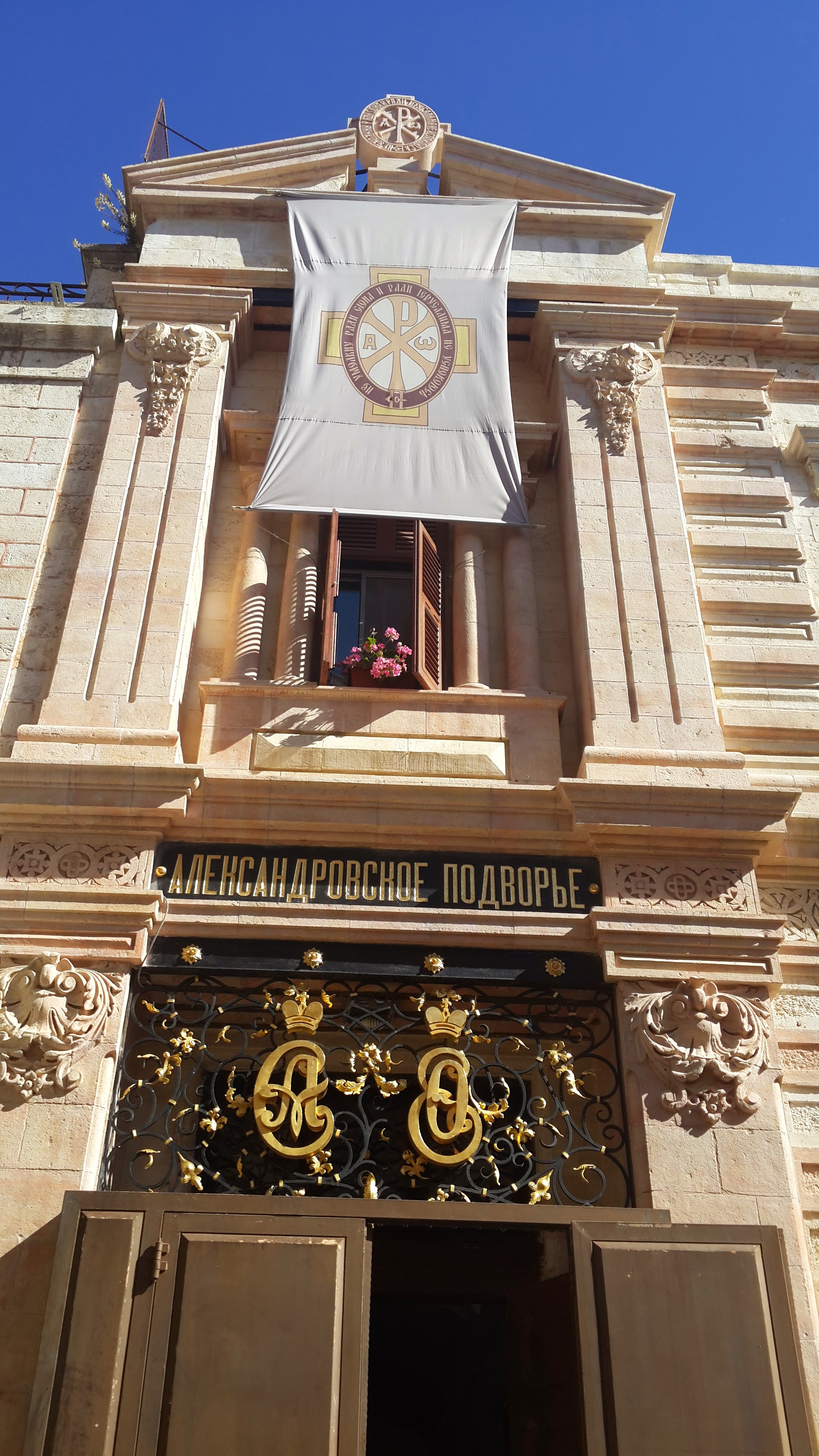
Александровское подворье